# NGC 6567
NGC 6567 est une nébuleuse planétaire située dans la constellation du Sagittaire. NGC 6567 a été découverte par l'astronome américain Edward Charles Pickering en 1882.

## Observation
Avec une magnitude visuelle de 11,0, il faut utiliser un télescope dont l'ouverture est d'au moins 150 mm l'observer. Comme plusieurs nébuleuses planétaires découvertes par Pickering et Copeland, NGC 6567 est difficilement discernable d'une étoile ordinaire, sauf si on utilise des filtres. Une comparaison clignotante dans laquelle un filtre bloque la lumière qui n'est pas émise par le nuage gazeux de la nébuleuse est le moyen le plus adéquat pour trouver la source lumineuse qui est une nébuleuse.

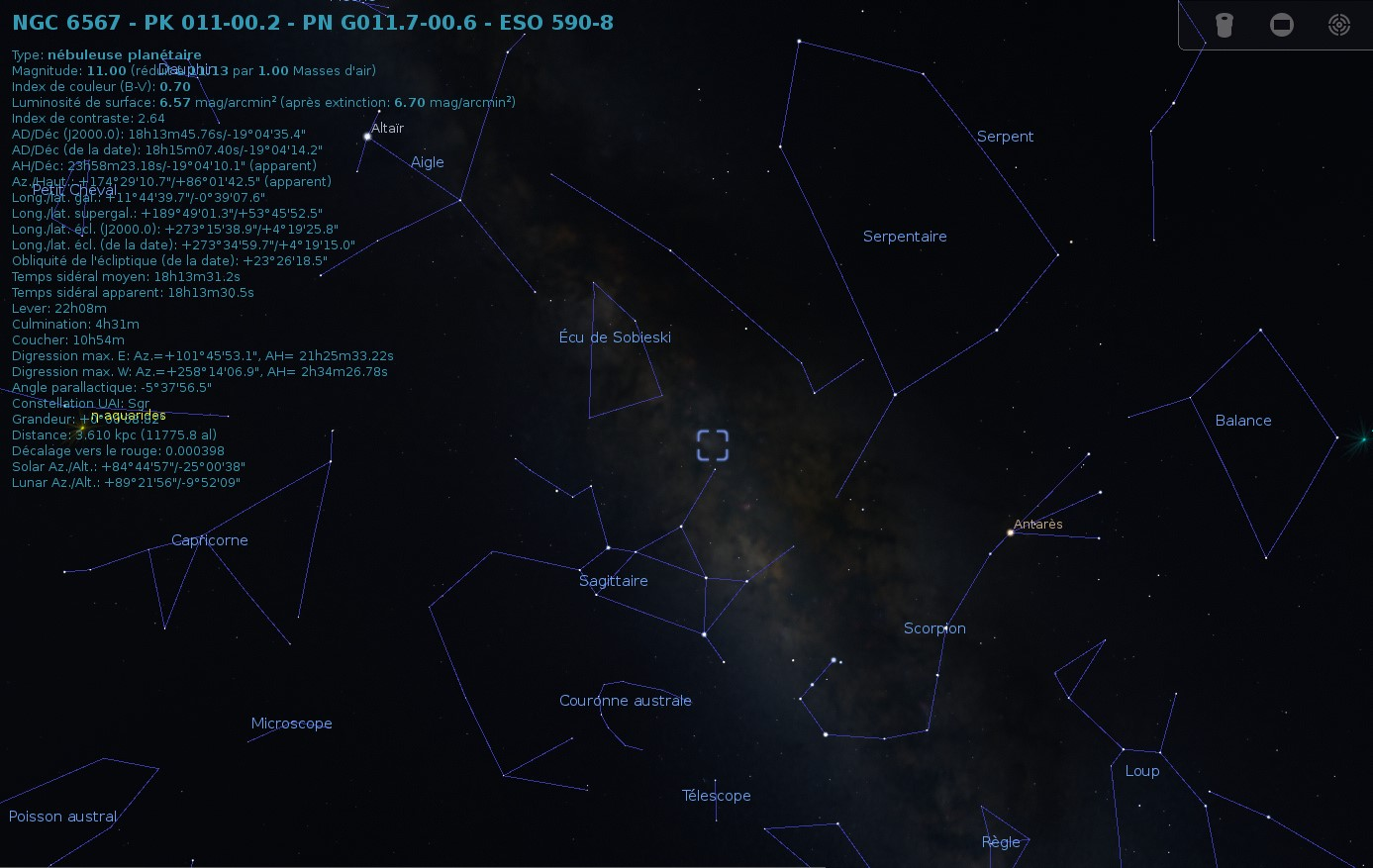
Position de NGC 6567 dans la constellation du Sagittaire (Stellarium).

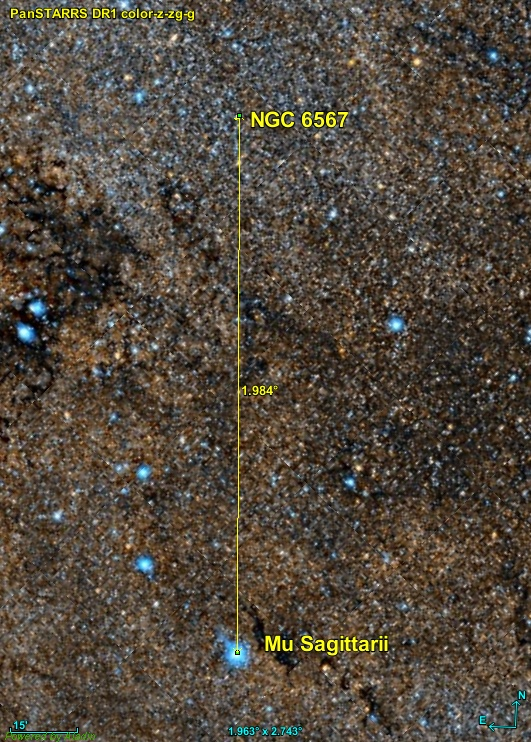
NGC 6567 est à environ 2° presque directement au nord de l'étoile Mu Sagittarii.

## Caractéristiques

### Distance, taille et vitesse
Le logiciel en ligne Aladin Lite permet de consulter les données astronomiques de plusieurs catalogues, dont le « GAIA EARLY DATA RELEASE 3 (GAIA EDR3) ». Selon Gaia EDR3, la parallaxe de NGC 6567 est égale à 0,350 0 ± 0,035 0 mas, ce qui correspond à une distance de 2857 +317
−260 pc.
La taille apparente de la nébuleuse est de 0,2 minute d'arc, ce qui, compte tenu de la distance et grâce à un calcul simple, équivaut à une taille réelle de 0,54 +0,06
−0,05 al.
Deux valeurs identiques de la vitesse sont indiquées sur la base de données Simbad, soit 119,8 ± 2,0 km/s,.

### Température et composition
La température des électrons du gaz de la nébuleuse est d'environ 11 500 K et leur densité est près de 9000 par centimètre cube. La composition chimique de cette nébuleuse montre qu'elle est de type II (?). Le rapport métal/H est plus faible que celui du Soleil, sauf pour le carbone (C) dont l'abondance est d'environ 30 % plus élevée et pour l'hélium (He) dont l'abondance est légèrement plus élevé.

## Étoile centrale
Le spectre de l'étoile centrale de la nébuleuse est de type Wolf-Rayet. Sa température est de 47 kK. Sa luminosité est égale à 4 169 {\displaystyle L_{\odot }} (Log {\displaystyle L_{\odot }} = 3,62) et sa masse est de 0,60 {\displaystyle M_{\odot }}. Le taux de perte de masse de l'étoile est de 83 x 10–9 {\displaystyle M_{\odot }}.